# Juri Sucorukov
Juri Sucorukov, född 29 mars 1968 i Donetsk, är en ukrainsk sportskytt.
Han blev olympisk silvermedaljör i gevär vid sommarspelen 2008 i Peking.